# Cantó de Rue
El cantó de Rue és un cantó francès del departament del Somme, situat al districte d'Abbeville. Té 17 municipis i el cap és Rue.

## Municipis

- Argoules
- Arry
- Bernay-en-Ponthieu
- Le Crotoy
- Favières
- Fort-Mahon-Plage
- Machiel
- Machy
- Nampont
- Quend
- Regnière-Écluse
- Rue
- Saint-Quentin-en-Tourmont
- Vercourt
- Villers-sur-Authie
- Vironchaux
- Vron

## Història
| Data d'elecció                           | Identitat         | Partit                                       | Qualitat |
| ---------------------------------------- | ----------------- | -------------------------------------------- | -------- |
| 1945-1949                                | Gabriel Deray     | SFIO                                         |          |
| 1949-1955                                | Gérard Dumont     | Divers droite                                |          |
| 1955-1982                                | Gabriel Deray     | SFIO, després Divers gauche, després UDF-CDS |          |
| 1982-2004                                | Pierre Bamière    | RPR                                          |          |
| 2004-                                    | Jean-Louis Wadoux | UMP                                          |          |
| les dades anteriors no són pas conegudes |                   |                                              |          |
|                                          |                   |                                              |          |

## Demografia
| A partir de 1990: Població sense dobles comptes |